# Hilmer Kenty
Hilmer Kenty (* 30. Juli 1955 in Austin, Texas, USA) ist ein ehemaliger Boxer im Leichtgewicht. Bei den Amateuren gewann er unter anderem sowohl 1974 als auch 1975 die US-amerikanischen Meisterschaften.
Am 2. März 1980 errang er mit einem T.-K-.o-Sieg in Runde 9 über Ernesto España den Weltmeistertitel der WBA und verteidigte ihn dreimal in Folge.